# Ñico Saquito

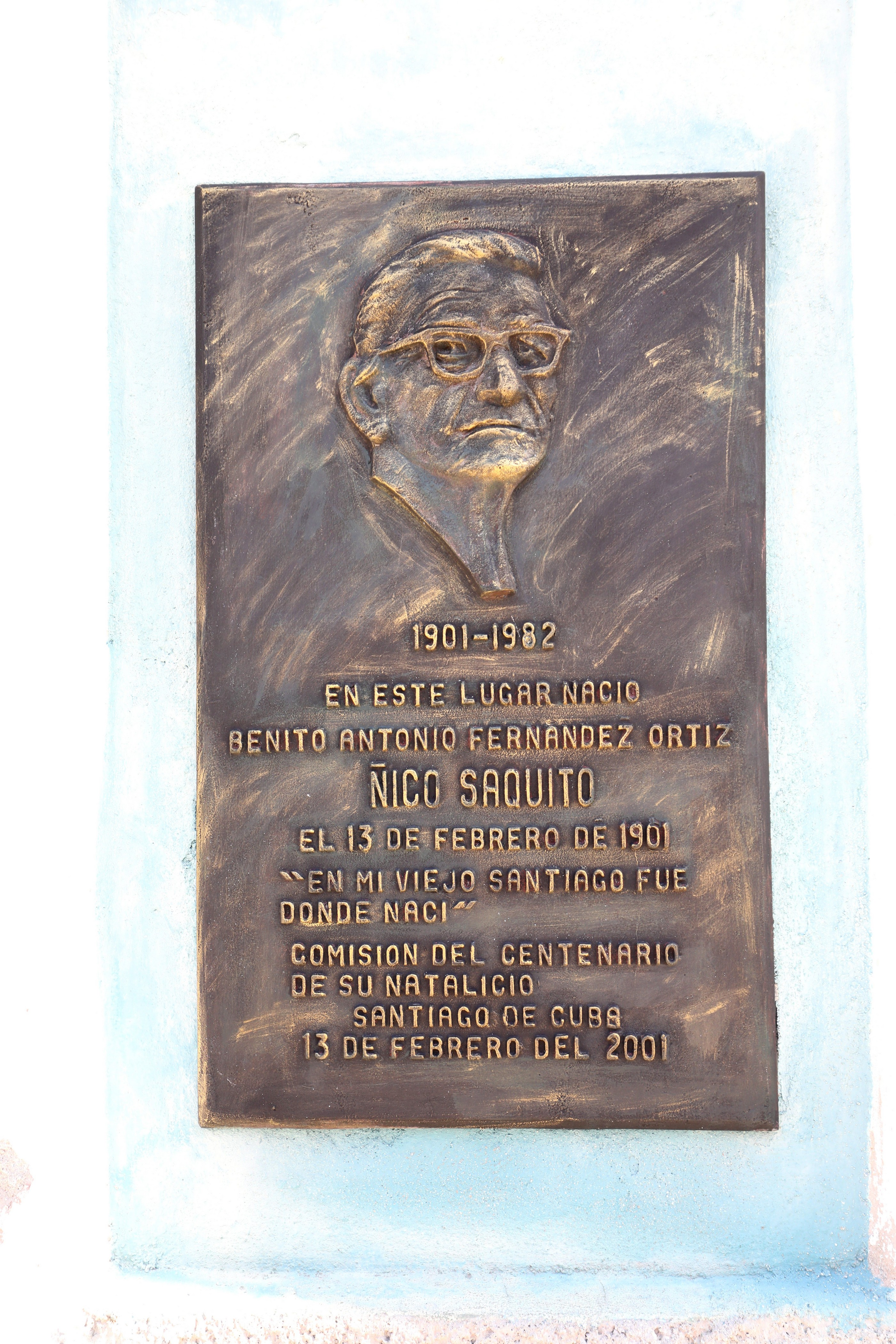
Gedenktafel an Saquitos Geburtshaus im Tivoli-Viertel, Santiago de Cuba

Ñico Saquito (* 13. Februar 1901 in Santiago de Cuba; † 4. August 1982 in Havanna; eigentlicher Name Benito Antonio Fernández Ortiz) war ein kubanischer Komponist, Sänger und Gitarrist.

## Leben und Wirken
Saquito wurde bereits im Alter von 15 Jahren mit seinen Kompositionen bekannt. 1928 gab er seine Baseballkarriere auf, um mit dem Quarteto Castillo durch das Land zu touren. Später gehörte er der Gruppe Típico Oriental an, die von Guillermo Mozo geleitet wurde und mit der er zum ersten Mal in Havanna auftrat. Ab 1934 arbeitete er mit dem Quinteto Cubana Star, mit dem er in Havanna im Cabaret Montmartre und im Radiosender RHC Cadena Azul auftrat. 1942 gründete er das Cuarteto Compay Gallo. Eine weitere Formation, die Guaracheos de Oriente, rief er 1948 ins Leben, mit denen er 1951 im Spielfilm Rincón criollo auftrat und auf Auslandstournee ging; er trat in Venezuela, Mexiko, Florida und New York auf; erst 1960 kehrte er nach Kuba zurück.
Saquito nahm noch 1982 mit El Quarteto Patria und dem Duo Cubano auf (1993 als Goodbye Mr. Cat bei World Circuit). Er gilt als einflussreichster Vertreter der kubanischen Guaracha. Viele seiner Kompositionen mit ihren folkloristisch-satirischen bis bildhaft-alltagsschildernden Texten sind zu kubanischen Evergreens geworden (darunter „María Cristina“, „El vaivén de mi carreta“, „Cuidaíto Compay Gallo“, „La negra Leonor“ oder „No dejes camino por vereda“) und werden auch in Spielfilmen verwendet.